# アルティン (ヘルメット)
アルティン（ロシア語: Алтын）は、ソビエト連邦で開発され、KGBによって採用されたチタン製ヘルメット。高い防護性能を備え、装甲付きのバイザーが装着されていることから、ロシアの内務省や連邦保安庁のスペツナズ部隊で人気を博した。これらのヘルメットはNII Staliによって製造された。

## 歴史

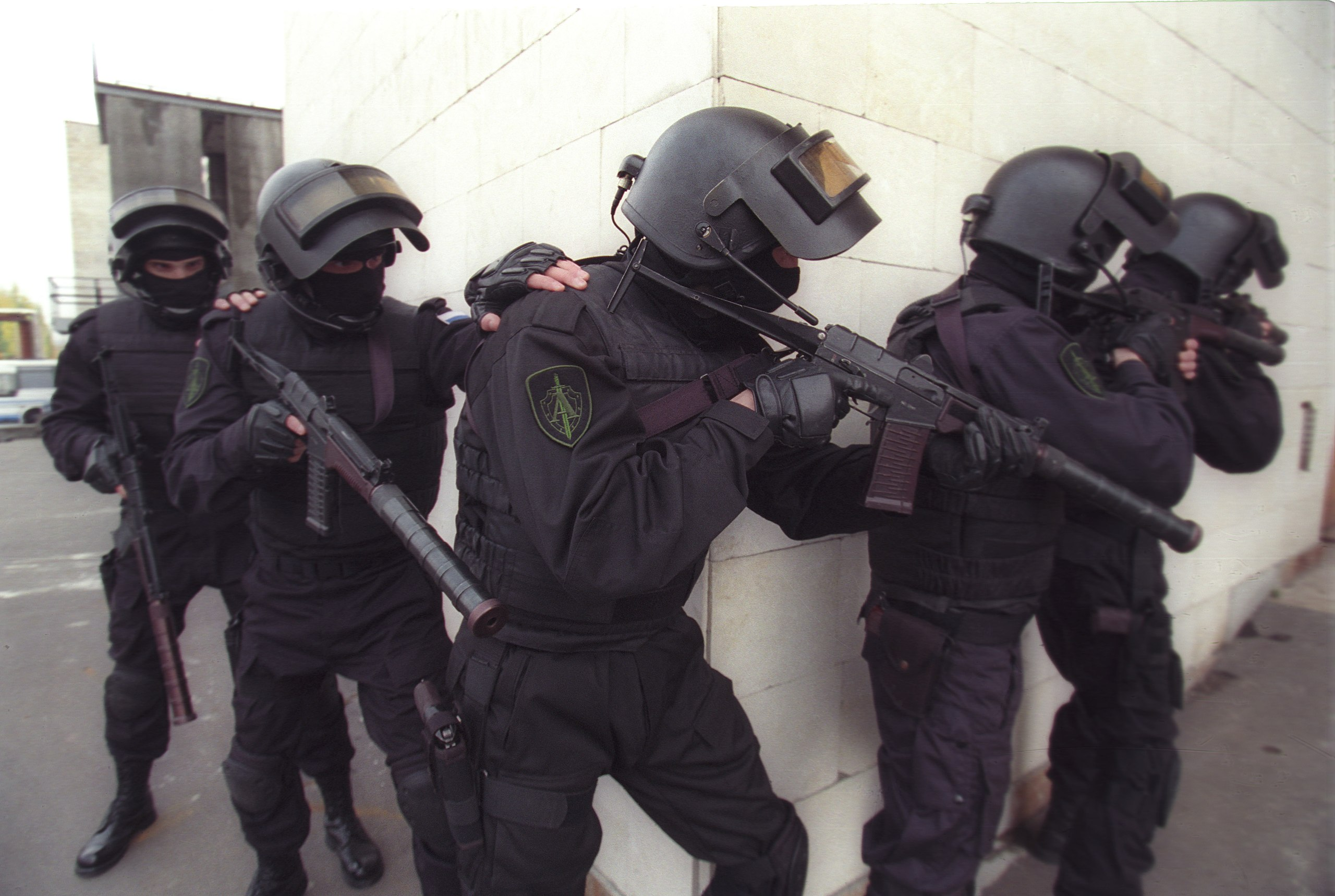
K6-3アルティンヘルメットを装着して訓練中のFSB要員

アルティンは、スイスのTIGが開発したPsh-77を基に開発された。 ソビエト連邦は、アフガニスタン紛争におけるタジベク宮殿襲撃作戦の際に、KGBアルファ部隊スペツナズが使用するためにPsh-77ヘルメットを購入した。これらのヘルメットはKGBの要員の間で非常に人気があり、そのため自国製のバージョンを生産する決定がなされた。1991年にNII Staliはチタン製のシェル、アラミドライナーおよびチタン製バイザーを製造し、防弾ガラスは海外から購入され、これらすべてがKGBによって組み立てられた。この初期のバリエーションはアルティン-R1（ロシア語: Алтын-Р1）と呼ばれた。ヘルメットのシェルはクラス2の防護性能、バイザーはクラス1の防護性能を持っていた。しかし、初期のヘルメットは、8メートルの距離からTTピストルの7.62x25 Pst gzh鋼芯弾を受けた際に問題があった。
1997年までに、アルティン-R2M（ロシア語: Алтын-Р2М）が開発され、いくつかの改良が加えられた。無線システムの変更に加えて、国産の防弾ガラスの生産や、より厚く高品質なシェルの製造などの革新が行われた。これにより、シェルの厚さは4mmに達し、TTから5メートルの距離でPst gzh鋼芯弾を停止できるようになった。また、古いPSH-77も無線セットと新しいガラスで改造された。
このヘルメットは、1993年の10月政変や2度のチェチェン戦争で初めて使用されたほか、ベスラン学校占拠事件の際にアルファ部隊やヴィンペル部隊の作戦要員の大半がアルティンヘルメットを着用していたことで広く知られるようになった 。
2000年代後半には、アルティンはLSHZシリーズやRys-Tなどの新しいヘルメットに置き換えられつつあった。生産は2009年に停止し、最後のバッチはキューバの特殊部隊向けに生産された。
NII Staliはまた、アルティンのコピーであるK6-3ヘルメットも製造しており、主な違いは無線ヘッドセットがない点である。アルティンがKGB向けに生産されたため、NII Staliはアルティンを販売する権利を持っていなかったため、商業バージョンとしてK6-3を作成した。

## 種類
- Altyn-R2M: 1997年に製造された改良型で、より優れた弾道防護性能を備えている。
- K6-3: 無線ヘッドセットを備えていないアルティンのコピー。アルティンは当時のKGB向けに製造されていたため、NII Staliにはアルティンを販売する権利がなかった[4]。

## 採用国

### 現在
- キューバ - キューバの特殊部隊で使用されていると報告されている[2]。
- ロシア連邦 - FSBで使用されている。[1] アルティンとK6-3の両方のヘルメットがOMON部隊で使用されている[5]。

### 過去
- ソビエト連邦 - KGBで使用されていた[2]。